# Charles Tyson Yerkes
Charles Tyson Yerkes (25 de junho de 1837 - 29 de dezembro de 1905) foi um financeiro e empresário estadunidense, nascido em Filadélfia, Pensilvânia. Ele desempenhou um papel crucial no desenvolvimento de sistemas de trânsito em massa, em Chicago e Londres.

## Filadélfia
Yerkes nasceu em Northern Liberties, perto de Filadélfia, em 25 de Julho de 1837.  Sua mãe morreu de febre puerperal quando ele tinha 5 anos de idade e logo depois seu pai foi expulso da Society of Friends por casar com uma não-Quaker.  Depois de concluir um curso de dois anos na Central High School, Yerkes começou sua carreira de negócios com 17 anos de idade como gerente em um armazém de grãos local.  Em 1859, com 22 anos de idade, ele abriu sua própria firma de corretagem e entrou no mercado de ações de Filadélfia. Em 1865 ele especializou-se em vender títulos públicos municipais, estaduais e federais. Aproveitando-se da influência do pai do presidente do banco, seus contatos políticos e sua própria habilidade, Yerkes ganhou reputação no mundo financeiro e social. Ele estava na iminência de entrar na sociedade da Filadélfia quando o desastre aconteceu.
Enquanto trabalhava como agente financeiro para o tesoureiro da cidade de Filadélfia, Joseph Marcer, Yerkes realizou operações grandiosas e de alto risco com dinheiro público. Infelizmente, esta especulação acabou de maneira calamitosa quando o Grande Incêndio de Chicago causou um pânico financeiro.

## Londres
Em agosto de 1900 Yerkes decidiu envolver-se no desenvolvimento do sistema London Underground Railroad, depois de percorrer a rota de uma linha proposta, examinando a cidade de Londres do topo de Hampstead Heath. Fundou a London Underground Electric Railway Company para assumir o controle da District Railway; a parcialmente construída Baker Street e Waterloo Railway; da Ferrovia Charing Cross, Euston e Hampstead; e da Great Northern, Piccadilly and Brompton Railway. Ele usou acordos financeiros complexos (semelhantes aos que havia usado nos Estados Unidos) para libertar os fundos necessários para construir as novas linhas e eletrificar a District Railway. Num de seus últimos grandes triunfos, Yerkes frustrou uma tentativa de J. P. Morgan de entrar no estaleiro da London Underground Railroad.